# Alessandro Assolari
Alessandro Assolari SMM (* 26. August 1928 in Scanzorosciate, Provinz Bergamo, Italien; † 13. April 2005) war ein italienischer Ordensgeistlicher und römisch-katholischer Bischof von Mangochi.

## Leben
Alessandro Assolari trat der Ordensgemeinschaft der Montfortaner bei und empfing am 13. März 1954 das Sakrament der Priesterweihe.
Am 3. Oktober 1969 ernannte ihn Papst Paul VI. zum ersten Apostolischen Präfekten von Fort Johnston. Alessandro Assolari wurde am 17. September 1973 infolge der Erhebung der Apostolischen Präfektur Fort Johnston zum Bistum, das in Bistum Mangochi umbenannt wurde, dessen erster Bischof. Der Bischof von Bergamo, Clemente Gaddi, spendete ihm am 8. Dezember desselben Jahres die Bischofsweihe; Mitkonsekratoren waren der Erzbischof von Blantyre, James Chiona, und der emeritierte Erzbischof von Blantyre, John Baptist Hubert Theunissen SMM.
Am 20. November 2004 nahm Papst Johannes Paul II. das von Alessandro Assolari aus Altersgründen vorgebrachte Rücktrittsgesuch an.